# 키위 (과일)
| 순위         | 국가명   | 생산량(톤) |
| ------------ | -------- | ---------- |
| 1            | 중국     | 2,035,158  |
| 2            | 이탈리아 | 562,188    |
| 3            | 뉴질랜드 | 414,261    |
| 4            | 이란     | 266,319    |
| 5            | 그리스   | 265,280    |
| 6            | 칠레     | 230,267    |
| 7            | 튀르키예 | 61,920     |
| 8            | 프랑스   | 53,201     |
| 9            | 미국     | 34,290     |
| 10           | 포르투갈 | 34,057     |
| 15           | 대한민국 | 7,377      |
|              | 전 세계  | 4,022,650  |
| 출처: UN FAO |          |            |

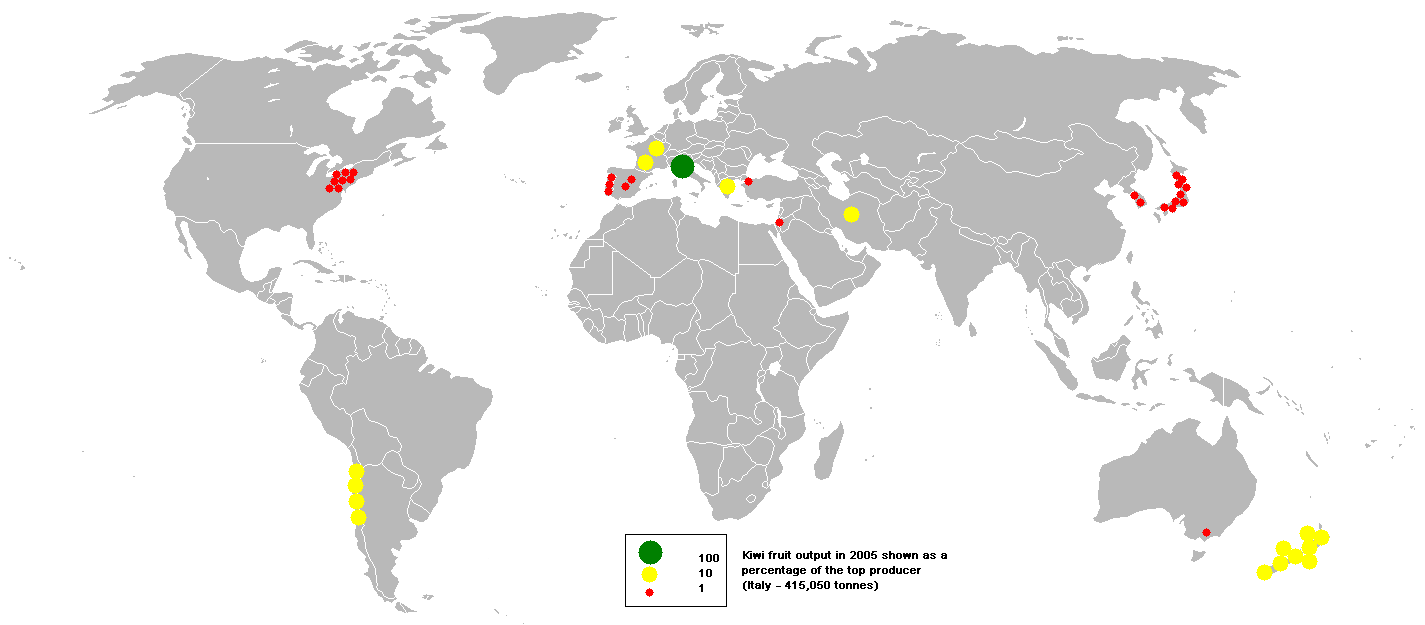
2005년 키위 생산지

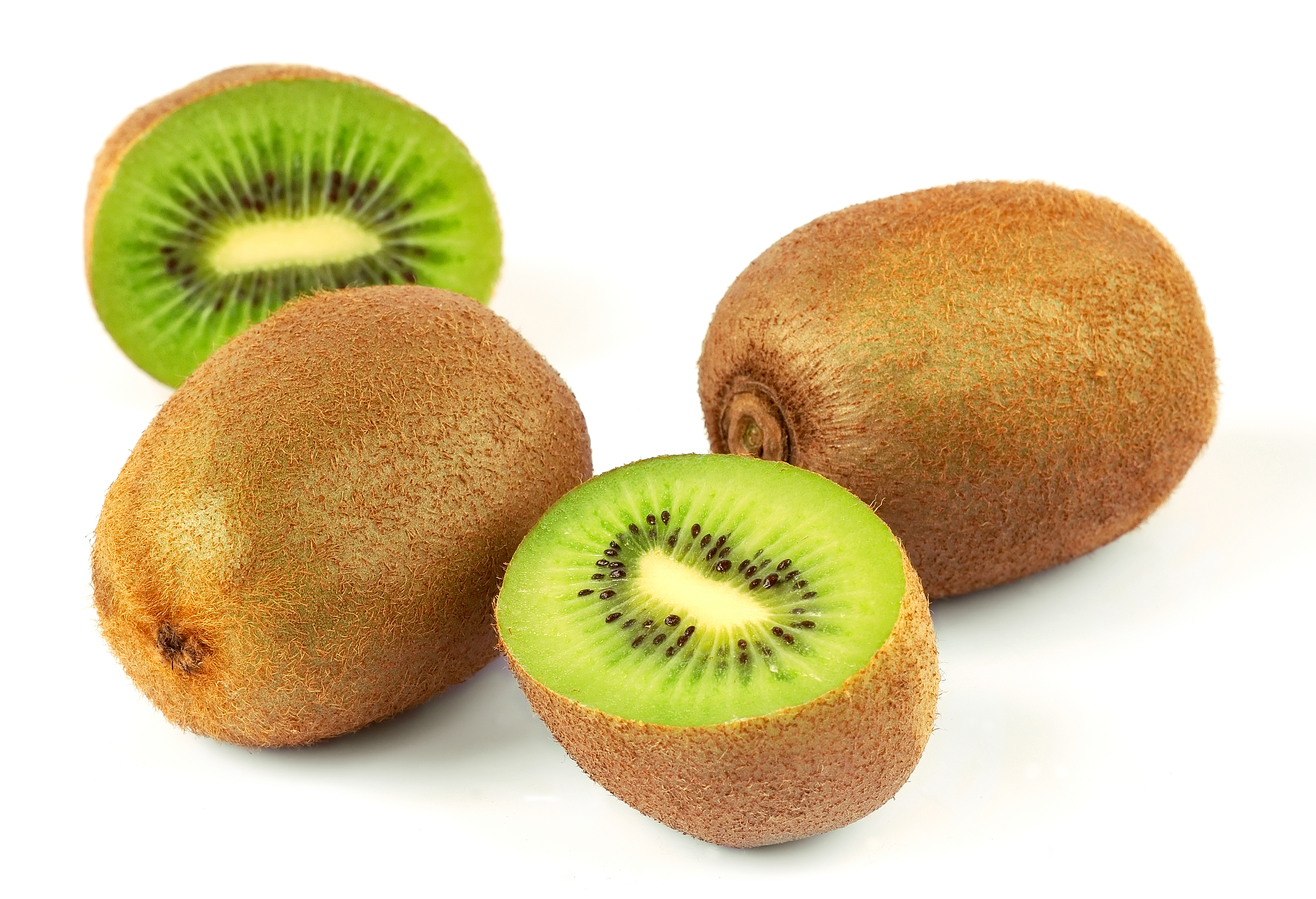
키위의 열매.

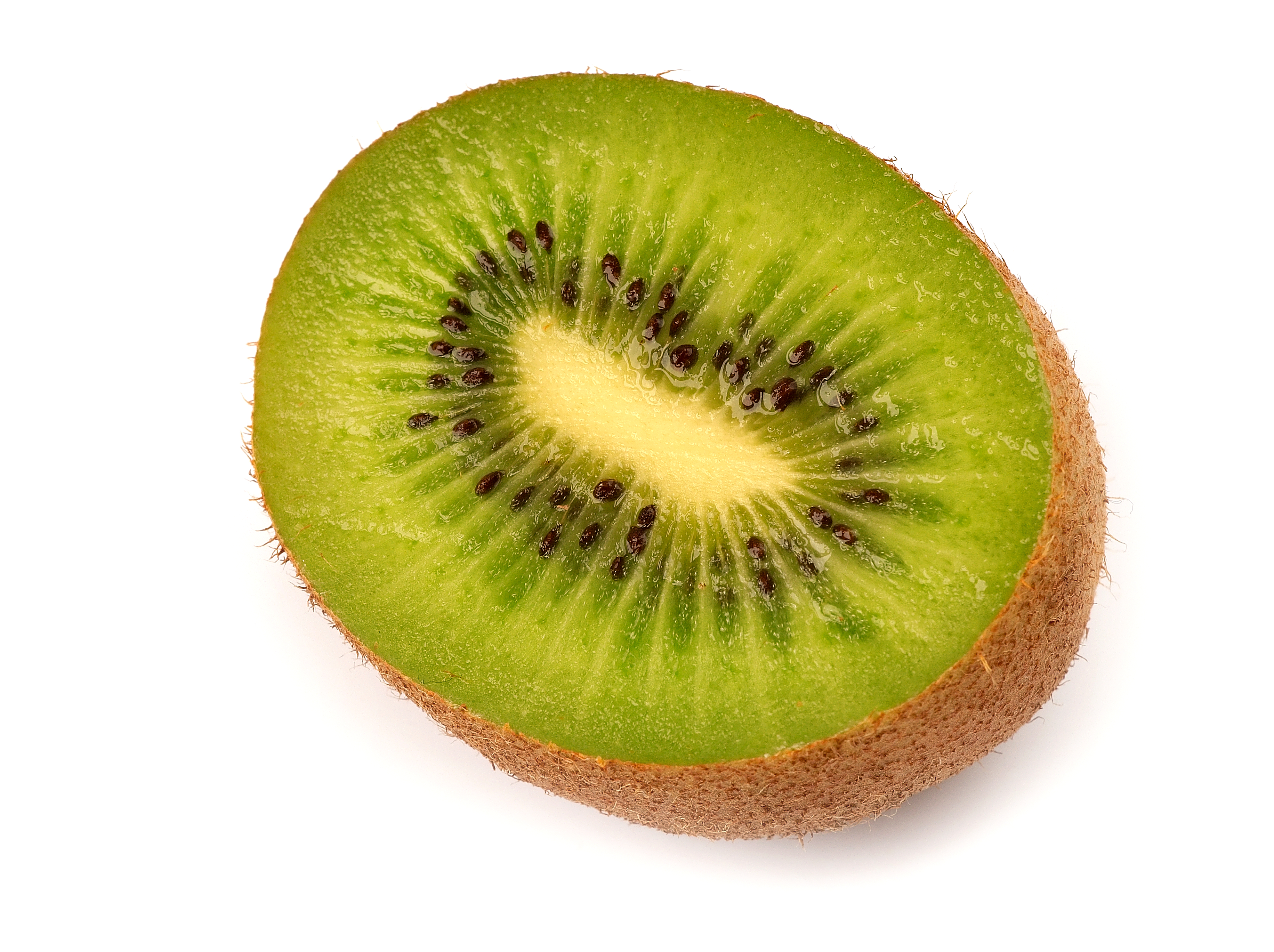
키위의 열매.

키위(영어: kiwifruit) 또는 참다래, 양다래는 다래나무과의 낙엽 덩굴식물이다.
키위는 원래 중국 남부에서 자라는 식물이었으나, 20세기 초에 뉴질랜드에 재배되기 시작했다. 때문에 초기에는 ‘차이니즈 구즈베리’란 이름으로 상품화되었다. ‘헤이워드’ 품종이나 그와 유사한 품종이 일반적으로 경작되며, 골드키위나
레드키위같은 과육의 색이 다른 종도 있다.

## 명칭
키위란 이름은 뉴질랜드의 나라새인 키위와 닮았다 해서 붙여졌다. 공식 명칭은 중국다래인데 보통 키위로 많이 알려져 있고 일부 지방에서는 양다래(洋-)라고도 한다. 중국에서는 귀도(鬼桃), 등리(藤梨)라고도 한다.

## 특성
빽이 이 나지만 늙은 가지에는 없다. 잎은 어긋나고 원형·난원형 또는 도란형이며 끝이 팼고 가장자리에 가시같은 톱니가 있다.
꽃은 6-7월에 피고 백색이다. 열매는 8-10월에 성숙하며 계란 모양으로 생겼으며 갈색 털이 밀생하며 3-4개월간 저장이 된다. 과육의 중심부는 하얀색이며 주변에 깨알 같은 종자가 있고 주변은 연한 녹색이며 작고 검은 씨들이 박혀 있다. 또, 털이 달린 갈색의 껍질을 갖고 있다. 꽃은 이가화이므로 심을 때는 암나무 몇 그루에 수나무 1그루씩 섞어 심는 것이 좋다. 비타민 C가 풍부하여 열매 1개로 성인 1명이 필요로 하는 하루의 양이 충분하다고 한다. 열매는 생식도 하고 잼이나 아이스크림을 만드는데 사용된다. 최근에는 피부미용을 위한 얼굴팩으로 이용되기도 한다.
맛은 딸기, 바나나, 파인애플을 혼합한 듯하나, 수확 후 충분한 숙성기간을 거치지 않으면 신맛이 강하다. 때문에 키위는 후숙 과일로 분류된다.